# Deponia - Il giorno del giudizio
Deponia - Il giorno del giudizio (Deponia Doomsday) è un videogioco in stile avventura punta e clicca sviluppato e pubblicato da Daedalic Entertainment a marzo 2016. È il quarto capitolo della serie Deponia, e presenta una particolarità: mentre i primi tre episodi sono considerati una trilogia, questo si svolge in modo parallelo ad essi.

## Trama
Svegliatosi da un incubo, il giovane Rufus intende partire per Elysium con una mongolfiera: deve solo avvolgere alcuni bicchieri di cristallo, attualmente posti all'esterno in piedi, e prendere la sua ragazza Toni. Una volta fuori, però, ha un déjà vu e pensa di aver già vissuto tutto ciò precedentemente: i bicchieri di cristallo saranno distrutti, Toni e lui si separeranno e ci sarà una cospirazione dell'Organon. Poco dopo i bicchieri vengono distrutti dalla macchina del professor McChronicle, esperto in fisica temporanea e della quarta dimensione, e si scopre che il suo macchinario non è altri che una macchina del tempo che permette di viaggiare a ritroso nel passato, ma non essendo essa ancora stata perfezionata, non sono note le effettive conseguenze del suo utilizzo. Rufus attiva comunque la macchina e torna indietro prima dell'arrivo del professore, quindi cerca di dargli delle istruzioni su dove parcheggiare il suo veicolo, ma i bicchieri di cristallo si rompono nuovamente, stavolta perché vi è passato sopra un elefante rosa. A questo punto il ragazzo riattiva il macchinario ancora una volta e ripete identicamente lo scenario già affrontato in precedenza. McChronicle si rivela stupito del fatto che Rufus riesca a ricordarsi degli avvenimenti futuri, e questi si rende conto che gli eventi della trilogia di Deponia devono essere stati frutto della sua immaginazione.
Rufus e Tuck, entrambi ubriachi, cercano di trovare un metodo per catturare l'elefante rosa nel passato, e lo scoprono nascosto all'interno di un centro commerciale abbandonato. Dopo aver catturato l'"animale", si scopre che questi non è altri che la madre di Toni che soffre di obesità. Rufus lascia la mongolfiera (che però prende fuoco, si schianta contro la città e incendia gli altri edifici), quindi incontra il "vero elefante", anche se scopre che sono solo alcuni uomini travestiti; questi avvertono Rufus che "tutto dovrebbe essere esattamente come prima" ma il ragazzo li catapulta via. Rufus e McChronicle trovano una navetta per il viaggio nel centro commerciale, in grado di creare un cunicolo spazio-temporale e con un'interfaccia utente grafica time-pod che permette di scegliere dove recarsi. I due finiscono però in una Elysium decaduta, dove Rufus incontra Gal, che lo riconosce; è proprio a questo punto che l'eroe apprende che gli eventi della trilogia di Deponia si svolgeranno nuovamente.
McChronicle, Gal e Rufus usano il pod del tempo e finiscono in una parte inferiore di Elysium quando la città era ancora intatta. Gal ricorda quel giorno: era il giorno in cui la sua versione più giovane e Cletus lasciavano Deponia per verificare se era ancora abitata. Gal ruba il pod del tempo, poiché vuole cambiare il suo destino, lasciando indietro Rufus e McChronicle. Rufus tenta di fermare Gal del presente dal partire per Deponia, e a tal scopo dovrà consultare "gli Anziani", ma li incontrerà solo alcuni giorni dopo; deve però consultarsi con loro il prima possibile: il primo di questi sta scrivendo un messaggio, il secondo vuole collaborare esclusivamente nel caso in cui Rufus sarà in grado di creare un nuovo tipo di animale amichevole mescolando i campioni di DNA di razze diverse (cosa che riuscirà a fare ma involontariamente farà anche nascere il malvagio Fewlock), il terzo vuole apportare delle migliorie alla qualità dei cibi e delle bevande che gli vengono servite, e il quarto vuole essere incontrato solo nel caso in cui qualcuno guadagnerà almeno 10.000 punti nel centro divertimenti o nel caso in cui si verifichi un disastro.
Nel frattempo, la macchina del DNA ha creato numerosi cloni di Fewlock che stanno attaccando Elysium, costringendo il consiglio degli anziani a riunirsi. Rufus li convince: se viaggia alcune ore indietro nel passato, può fermare Gal e può provare che è un abitante di Deponia, e l'intera missione e il piano per distruggere il pianeta possono essere entrambi cancellati. Nel frattempo, il tempo è già tornato indietro e McChronicle sospetta che qualcuno stia sabotando di proposito la sua auto a Deponia, il che crea il ripetersi del ciclo temporale. Finché il loop temporale non sarà interrotto, gli eventi attuali si ripeteranno per l'eternità. McChronicle pensa che tutto questo possa essere annullato nel caso in cui venga fermato con la sua auto il giorno in cui si recherà nella città di Rufus.
Rufus, travestito da suo padre, convince Gal in uno di quei loop temporali di non recarsi a Deponia e minaccia di far saltare in aria Elysium. Con sua sorpresa, i Fewlock esistono anche in questo ciclo temporale sebbene non li abbia ancora creati. Rufus, Gal e McChronicle scappano con un paracadute e finiscono in un parco divertimenti malandato, dove Rufus vuole noleggiare una "love boat" per viaggiare nel villaggio di McChronicle, ma il proprietario lo consente solo se Rufus saprà dimostrare di "avere una fidanzata per tutta la vita"; Gal non è però disposta a collaborare, quindi crea una bambola fittizia per scattare la foto.
Una volta arrivato al villaggio di McChronicle, apprendono di essere arrivati troppo tardi, dato che il McChronicle di questa linea temporale è uscito almeno due ore prima. Con l'aiuto di alcuni studenti, Rufus sviluppa una macchina per rilevare il cunicolo spazio-temporale e un'altra per rendere più grandi quest'ultimi, riuscendo ad adattarli alla proprie esigenze. Uno di questi buchi temporali finisce nel "tempo intermedio", un luogo con solo un passato e un presente, ma senza futuro. Lì incontra una versione di Gal in pensione e il nonno di McChronicle. Dopo che questo mondo è stato attaccato dai Fewlock, i protagonisti riescono a tornare a Deponia, e finiscono nel momento in cui lui e McChronicle sono andati via dopo che la città ha preso fuoco. Rufus viene colpito dalla macchina di McChronicle, ma rimane illeso, con la conseguenza che McChronicle torna a casa e il ciclo temporale con gli occhiali rotti è terminato. Successivamente vengono presi prigionieri dall'elefante rosa, ovvero degli abitanti di Utopia, che si rivelano i responsabili dell'utilizzo della macchina del professore ed i proprietari del pod del tempo che era nascosto nel centro commerciale.
Non molto tempo dopo, appare anche il Rufus di questa linea temporale. Secondo i residenti di Utopia ci sono più cicli temporali che interferiscono l'uno con l'altro, dando luogo al numero di volte in cui il numero di volte è già ripetuto. A causa di tutti questi loop temporali, ci sono più versioni di Rufus e Gal che vogliono tutti cambiare il futuro a modo loro. La versione di Gal che ha rubato il time-pod in precedenza viaggia sempre fino al punto in cui Rufus cade ad Elysium. Il secondo ciclo è quello creato da Rufus usando l'auto di McChronicle. In un altro ciclo temporale un vecchio Rufus vuole distruggere Deponia, ma un loop temporale lo riporta al punto in cui il giovane Rufus si sveglia pensando di aver avuto un incubo. Secondo gli utopisti c'è un solo modo per fermare tutti i loop, motivo per cui Rufus ritorna alla linea temporale in cui il suo alter-ego, mascherato da Cletus, parla della caduta di Elysium, e convince l'attuale Gal ad interferire permettendo così a lui e al suo alter ego di cadere e morire nello schianto. Solo nel caso in cui entrambi muoiano, i cicli temporali saranno interrotti e il passato non si ripeterà.

## Accoglienza
| Testata                           | Giudizio |
| --------------------------------- | -------- |
| GameRankings (media al 9-12-2019) | 74.50%   |
| Metacritic (media al 6-7-2024)    | 76/100   |
| Hardcore Gamer                    | 3.5/5    |

Deponia - Il giorno del giudizio ha ricevuto recensioni positive dalla critica, con punteggio 76/100 su Metacritic e 74.50% su GameRankings.
Adam Beck di Hardcore Gamer ha dato al gioco un punteggio di 3,5 su 5 affermando: "Deponia - Il giorno del giudizio è un'affascinante avventura che riporta indietro tutto l'umorismo del passato, ma che basa i suoi enigmi su oscurità e tentativi "trial and error".".